# 海稍水库
海稍水库是中国云南省大理白族自治州宾川县乔甸镇境内的一座水库，位于达旦河支流铁城河上。工程始建于1957年，1963年10月蓄水。水库正常库容为3717万立方米，集雨面积为230.5平方千米，海拔为109.3米。水库以灌溉为主，兼防洪、养殖功能。大坝为均质土坝，最大坝高28米，坝顶长171米。水库水域为向北凸的瘦长马蹄形，东西两汊回水长度相近，库周围植被较差。
当地著名美食宾川海稍鱼就是以海稍水库里的鲢鱼为主要食材的，现水库西岸220省道两侧有众多经营海稍鱼的饭店。